# Courtieux
Courtieux ist eine nordfranzösische Gemeinde mit 174 Einwohnern (Stand: 1. Januar 2022) im Département Oise in der Region Hauts-de-France (vor 2016 Picardie). Sie gehört zum Arrondissement Compiègne und zum Kanton Compiègne-1. Die Einwohner werden Cortilliens genannt.

## Geografie
Courtieux liegt etwa 26 Kilometer ostsüdöstlich von Compiègne an der Aisne. Umgeben wird Courtieux von den Nachbargemeinden Bitry im Norden, Montigny-Lengrain im Süden und Osten, Hautefontaine im Südwesten sowie Jaulzy im Westen.

## Bevölkerungsentwicklung
| Jahr                       | 1962 | 1968 | 1975 | 1982 | 1990 | 1999 | 2006 | 2018 |
| Einwohner                  | 130  | 125  | 137  | 150  | 183  | 172  | 181  | 182  |
| Quellen: Cassini und INSEE |      |      |      |      |      |      |      |      |

## Sehenswürdigkeiten
- Kirche Notre-Dame

Siehe auch: Liste der Monuments historiques in Courtieux